# Xylella fastidiosa
Xylella fastidiosa es una bacteria fitopatógena, de la clase Gammaproteobacteria con gran potencial de daño económico. Ataca sin curación en la actualidad a diversas plantas de utilidad económica como la vid, el olivo, el almendro, el ciruelo, el melocotón y el limonero así como otros que no producen frutos, como el laurel. La EFSA (Highlights 31 de marzo de 2016) informa que la cepa Apulian (aislada en el sur de Italia) ataca los olivos pero, al parecer, los cítricos, vides y encinas son resistentes.[cita requerida]
Es complicado aislar y cultivar la bacteria en el laboratorio, de donde deriva el adjetivo de fastidiosa.
Los vectores o agentes transmisores de la enfermedad son insectos que se alimentan del xilema de las plantas. Una vez que el vector pique y chupe en una planta infectada, adquiere la bacteria que permanece en las estructuras de alimentación del insecto y lo transmitirá a la siguiente planta que pique para nutrirse.

## Importancia económica
Originaria del norte de California, donde se descubrió hacia final del siglo XIX, hasta la fecha no existe ningún antídoto que sea eficaz. En 1889, el Departamento de Agricultura de EE. UU. (USDA) encargó al patólogo y botánico Newton B. Pierce que investigara la enfermedad de las vides del valle de Santa Ana, hoy condado de Orange. Pierce concluyó el estudio sin encontrar la verdadera causa, y la plaga no volvió a estudiarse durante más de 50 años; si bien conservó el nombre de su estudioso, llamándose la enfermedad de Pierce (Pierce's Disease). Se estima que sólo en la viticultura de California esta plaga causa daños por valor de 104 millones de dólares al año.
Desde que se detectó en el olivar del sur de Italia (Pulla) en 2013, la propagación de la plaga en esa plantación ha sido muy veloz. En 2015 hay millones de olivos afectados y 230 000 hectáreas
A finales de 2016 se detecta la bacteria en las Islas Baleares (España). Los biólogos critican que la propagación es por falta de control.

A final de junio de 2017 se hace pública la detección por primera vez en la península ibérica, en Guadalest (Alicante) encontrándose la bacteria en almendros.
En abril del 2018 se detecta por primera vez en olivos en Villarejo (Madrid).

## Tratamiento y prevención
Se están desarrollando varias líneas de investigación como la implantación en variedades de especies leñosas resistentes. Se propone, como ocurre en la actualidad en Francia e Italia,  actuar erradicando y quemando las plantas contaminadas y sellando la zona. No obstante,  como la bacteria se transmite por la picadura de insectos chupadores es difícil aislar la infección y evitar que se propague.